# إل موبايل جي إس إم (أسبوعية جزائرية)
إل موبايل جي إس إم (بالفرنسية: El Moubile GSM)‏ أسبوعية جزائرية ملحقة تصدر باللغة العربية والفرنسية. مكرسة لتكنولوجيات الاتصال الجديدة. يديرها بركان بودربالة.

## وصلات خارجية
- معلومات عن أسبوعية إل موبايل جي إس إم من موقع بوابة الصحافة الجزائرية.